# واحد عملیات ویژه صربستان
واحد عملیات ویژه صربستان (صربی: Јединица за специјалне операције، آوانگاری: Jedinica za specijalne operacije) یک واحد ویژه پلیس زبده از نیروهای ویژه اداره امنیت دولتی صربستان بود.
واحد عملیات ویژه در سال ۱۹۹۶ با ادغام واحدهای شبه‌نظامی تحت فرماندهی ژلیکو راژناتوویچ "آرکان" و فرانکو سیماتوویچ و ادغام آنها در سیستم امنیتی صربستان تحت نظارت یوویچا استانیشیچ، رئیس اداره امنیت دولتی، ایجاد شد. از سال ۱۹۹۶ تا نوامبر ۲۰۰۱، این واحد رسماً تحت صلاحیت اداره امنیت دولتی صربستان بود. این واحد سرانجام در مارس ۲۰۰۳، پس از ترور نخست وزیر صربستان، زوران جینجیچ، در نتیجه توطئه‌ای که برخی از اعضای این واحد در آن دخیل بودند، منحل شد.
سرپرستان و بسیاری از اعضای این واحد و اسلاف آن به دلیل جنایات جنگی در طول جنگ‌های یوگسلاوی و همچنین فعالیت‌های مجرمانه، متهم و برخی از آنها محکوم شده‌اند. فرمانده رسمی این واحد، فرانکو سیماتوویچ، و عضو ارشد خاکستری آن، جوویکا استانیشیچ (رئیس اداره امنیت دولتی صربستان در نیمه اول حکومت اسلوبودان میلوشویچ) در دادگاه بین‌المللی کیفری برای یوگسلاوی سابق به جرم جنایات جنگی مختلف محکوم شدند. اعضای مختلف دیگری نیز به جرم تلاش برای ترور در بزرگراه ایبار و قتل ایوان استامبولیچ و اسلاوکو چوروویجا محکوم یا در حال محاکمه هستند. طبق گزارش‌ها، واحد عملیات ویژه صربستان همچنین در مواردی از جنایات جنگی در جنگ کوزوو دست داشته است.